# أميمة عزيز
أميمة عزيز (من مواليد 1 مارس 2001) هي لاعبة تنس مغربية.
أميمة عزيز لديها مهنة عالية في الاتحاد الدولي لكرة المضرب واحتلت المرتبة 185 في 26 مارس 2018.
شاركت أميمة عزيز في أول مشاركة لسحابات اتحاد لاعبات التنس المحترفات في سباق الجائزة الكبرى لا برينسيس لالا مريم لعام 2018 في سباق الزوجي ضياء الجاردي.
أميمة عزيز تمثل المغرب في كأس الاحتياطي الفيدرالي، حيث لديها سجل W / L 2-1.

## نهائيات الاتحاد الدولي لكرة المضرب للناشئين
| الضربات العنيفة الكبرى |
| تصنيف GA               |
| تصنيف G1               |
| تصنيف G2               |
| تصنيف G3               |
| تصنيف G4               |
| تصنيف G5               |

### نهائيات الفردي (1-0)
| النتيجة | رقم | التاريخ         | المسابقة      | سطح - المظهر الخارجي | الخصم       | النتيجة  |
| ------- | --- | --------------- | ------------- | -------------------- | ----------- | -------- |
| فائز    | 1.  | 31 January 2015 | نيروبي، كينيا | كلاي                 | هبة الخليفي | 6–3، 7–5 |

## روابط خارجية
- أميمة عزيز على موقع رابطة محترفات التنس (الإنجليزية)
- أميمة عزيز على موقع الاتحاد الدولي لكرة المضرب (الإنجليزية)
- أميمة عزيز على موقع كأس بيلي جين كينغ (الإنجليزية)
- أميمة عزيز على موقع إي إس بي إن.كوم (الإنجليزية)